# Antonín König
Antonín König (22. dubna 1836 Mnichovo Hradiště – 1. října 1911 Praha-Smíchov) byl český malíř, ilustrátor a šachový skladatel, čelný představitel tzv. české školy úlohové. 

## Životopis

### Mládí
Narodil se v Mnichově Hradišti, na hranici středních a severních Čech. Roku 1850, v jeho čtrnácti letech, začal studovat na výtvarné akademii v Praze. Při zdejším studiu se taktéž naučil hrát šachy a rovněž pronikl do oboru šachové skladby. Po skončení studia odjel roku 1859 do Mnichova, kde se nadále věnoval malbě. Studoval také v Augsburgu.

### Šachová skladba
Seznámil se zde s německým šachistou Adolfem Bayersdorferem, který Königa povzbudil k samostatnému komponování úloh. Již roku 1862 se pak zúčastnil úlohovacího šachového turnaje v Londýně. V témže roce se vrátil zpět do Prahy. 
V Praze se pak mj. podílel na založení zdejšího šachového klubu. Od konce 60. let 19. století uveřejňoval spolu s dalšími kolegy šachisty texty a úlohy v samostatné rubrice časopisu Světozor. 4. ledna 1869 zde König uveřejnil text s názvem „Krátké pojednání o šachovém problému“, ve kterém představil nový pohled na šachové úlohy. Uvádí zde mj.: „Není to ani rébus, ani hádanka, ani předmět výcviku zvídavé mysli, ale umělecké dílo, které musí splňovat určité umělecké zásady.“ Text se následně stal základem vzniku tzv. české šachové školy, která představovala významné hnutí ve vývoji šachového sportu druhé poloviny 19. století. Datum uveřejnění článku je považováno za den zrodu české šachové školy a 4. leden je šachovými skladateli oslavován jako den šachové kompozice.
Od roku 1872 žil několik let v Boru u České Lípy.

### Úmrtí
Antonín König zemřel 1. října 1911 v Praze-Smíchově ve věku 75 let. Pohřben byl na hřbitově Malvazinky.

## Dílo

### Ilustrace (výběr)
- Karel Vladislav Zap: Česko-moravská kronika. Kniha druhá. Praha: I.L. Kober (1868)
- Karel Vilém Tuček: Po osmnácti letech (společně s Emilem Zillichem. 1884)[4]
- Jan Vincenc Tuček: Z besídky dědečkovy (společně ilustroval s Janem Dobešem a Friedrichem Spechtem, 1885–1887)

## Galerie

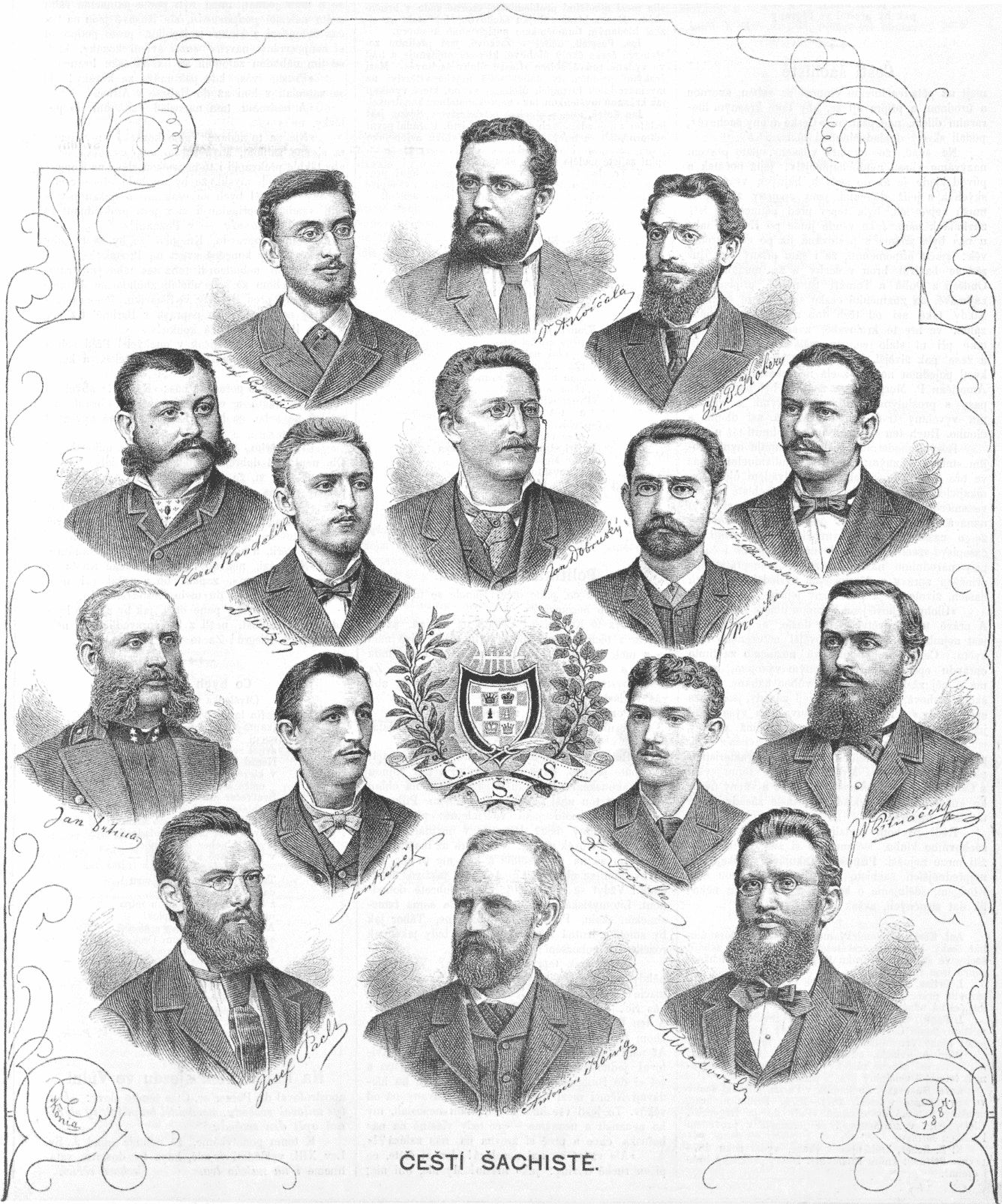
Portréty českých šachových skladatelů (Humoristické listy, 1887)
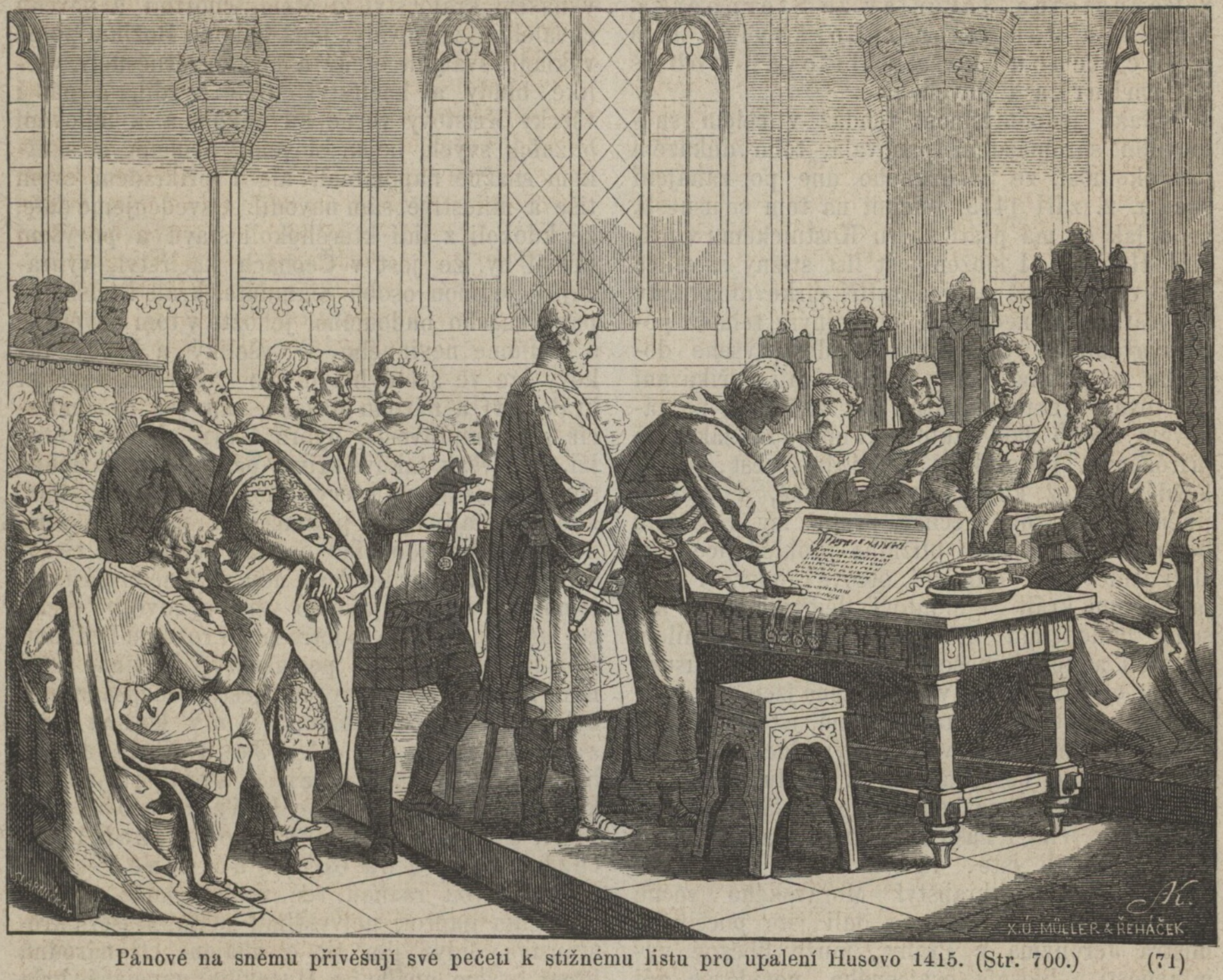
Pánové na sněmu přivěšují své pečeti k stížnému listu pro upálení Husovo 1415 (Česko-moravská kronika, 1868)